# 올림픽 이집트 선수단
올림픽 이집트 선수단은 이집트 대표로 올림픽에 참가하는 선수단이다. 이집트는 1912년 올림픽에 처음 참가했으며 그 이후 대부분의 하계 올림픽에 선수단을 파견해 왔다. 이집트는 캄보디아, 이라크, 레바논과 함께 수에즈 전쟁에서 이스라엘, 영국, 프랑스 삼국이 이집트를 침공한 것에 항의하여 1956년 하계 올림픽을 보이콧했다. 그러나 1956년 올림픽 승마 경기는 (오스트레일리아의 검역 규정으로 인해) 5개월 전 스웨덴 스톡홀름에서 열렸으며, 이집트 기수 3명이 그곳에서 경기를 펼쳤다. 이집트는 남아프리카 공화국과 여전히 스포츠 관계를 유지하고 있는 뉴질랜드의 참가에 대응하여 광범위한 아프리카 보이콧에 참여하기 위해 3일간의 경쟁 끝에 1976년 하계 올림픽에서 탈퇴했다. 이집트는 또한 미국이 주도한 1980년 하계 올림픽 보이콧에도 참여했다. 이집트가 동계 올림픽에 유일하게 참가한 것은 1984년 알파인 스키 선수 한 명뿐이었다.
이집트 선수들은 총 38개의 메달을 획득했으며, 역도가 메달을 가장 많이 생산하는 스포츠이다.
이집트 국가 올림픽 위원회는 이집트 올림픽 위원회로 1910년에 창설되었다.

## 종목별 메달 집계
| 경기   | 금 | 은 | 동 | 합계 | 순위 |
| ------ | -- | -- | -- | ---- | ---- |
| 역도   | 5  | 2  | 4  | 11   | 15   |
| 레슬링 | 2  | 3  | 2  | 7    | 30   |
| 복싱   | 0  | 1  | 3  | 4    | 53   |
| 다이빙 | 0  | 1  | 1  | 2    | 18   |
| 유도   | 0  | 1  | 1  | 2    | 41   |
| 펜싱   | 0  | 1  | 0  | 1    | 26   |
| 태권도 | 0  | 0  | 2  | 2    | 29   |
| 합계   | 7  | 9  | 13 | 29   |      |

## 같이 보기
- 분류:이집트의 올림픽 참가 선수